# Mesosemia moesia
Mesosemia moesia is een vlindersoort uit de familie van de prachtvlinders (Riodinidae), onderfamilie Riodininae.
Mesosemia moesia werd in 1857 beschreven door Hewitson.